# Michał Lenartowicz (naukowiec)
Michał Andrzej Lenartowicz (ur. 24 listopada 1972) – socjolog sportu, doktor habilitowany nauk o kulturze fizycznej, nauczyciel akademicki, a w latach 2016-2020 prorektor ds. studenckich i kształcenia Akademii Wychowania Fizycznego Józefa Piłsudskiego w Warszawie.

## Życiorys
Ukończył studia w zakresie nauk o kulturze fizycznej na Akademii Wychowania Fizycznego Józefa Piłsudskiego w Warszawie (1994), nauk społecznych na Wageningen University & Research w Holandii (1998) i w Instytucie Socjologii na Uniwersytecie Warszawskim (2010). W 2003 na warszawskiej AWF na podstawie rozprawy Sport w rodzinie w Polsce i Holandii. Badania porównawcze otrzymał stopień naukowy doktora nauk o kulturze fizycznej (promotor – Zbigniew Krawczyk). Tam też w 2013 uzyskał stopień doktora habilitowanego nauk o kulturze fizycznej na podstawie pracy Klasowe uwarunkowania sportu i rekreacji ruchowej z perspektywy teorii Pierre’a Bourdieu (Wydawnictwo AWF Warszawa). W latach 2016–2020 prorektor ds. studenckich i kształcenia warszawskiej AWF. Autor wielu prac naukowych, w tym monografii:
1. Stadiony i widowiska. Społeczne przestrzenie sportu (wraz z Jakubem Moszem; Wydawnictwo Naukowe Scholar, 2018)[5].
2. Sportowi migranci. Zagraniczni zawodnicy w polskich ligach tenisa stołowego (wraz z Anną Ciok; Wydawnictwo AWF Warszawa, 2020)
3. Sport nasz powszedni. Praktyki konsumpcji sportowej Polaków (Wydawnictwo Naukowe Scholar, 2023)
4. Atlas dyscyplin sportowych (Wydawnictwo SBM, 2021)

Redaktor (wraz z Z. Dziubińskim i Z. Krawczykiem) podręcznika Socjologia kultury fizycznej (Wydawnictwo AWF Warszawa, 2019)
Ojciec dwójki dzieci.
W 2021 odznaczony Srebrnym Krzyżem Zasługi.

## Członkostwo w korporacjach naukowych
- Członek Komitetu Rehabilitacji, Kultury fizycznej i Integracji Społecznej Polskiej Akademii Nauk w kadencji 2020-2023 i 2023-2027.
- Członek-założyciel The European Association for Sociology of Sport (EASS) i prezydent-elekt tej organizacji (od roku 2023)[9]
- Członek zarządu International Association for Physical Education in Higher Education (AIESEP) w latach 2006-2021[10]
- Członek Polskiego Towarzystwa Socjologicznego – Sekcja Socjologii Sportu
- Członek Polskiej Akademii Olimpijskiej[11]